# Cyrtolobus celsus
Cyrtolobus celsus är en insektsart som beskrevs av Van Duzee 1916. Cyrtolobus celsus ingår i släktet Cyrtolobus och familjen hornstritar. Inga underarter finns listade i Catalogue of Life.